# If It Don't Kill You, It Just Makes You Stronger
If it don't kill you, it just makes you stronger är en skiva från 1989 av Bruce Willis. Skivan är producerad av Robert Kraft och utgiven på Motown. Låten Love makes the world go round är tillägnad hans dåvarande hustru Demi Moore.

## Låtlista
1. Pep talk - Text: Bruce Willis, musik: Bruce Willis, Robert Kraft, Robben Ford
2. Crazy mixed-up world - Text och musik: Willie Dixon
3. Turn it up (a little louder) - Text: Bruce Willis, musik: Bruce Willis, Robert Kraft, Robben Ford
4. Soul shake - Text och musik: Margaret Lewis och Mira Ann Smith
5. Here comes trouble again - Text: Bruce Willis, musik: Bruce Willis, Robert Kraft, Robben Ford
6. Save the last dance for me - Text och musik: Doc Pomus och Mort Shuman
7. Blues for Mr. D - Text: Bruce Willis, musik: Bruce Willis, Robert Kraft, Robben Ford
8. Tenth Avenue tango - Instrumental; Musik: Robben Ford
9. Can't leave her alone - Text: Bruce Willis, musik: Bruce Willis, Robert Kraft, Robben Ford
10. Barnyard boogie - Text och musik: Louis Jordan och Wilhelmina Gray
11. Love makes the world go round - Text och musik: Deon Jackson
12. I'll go crazy - Text och musik: James Brown